# Gran Priorat Rectificat d'Hispània

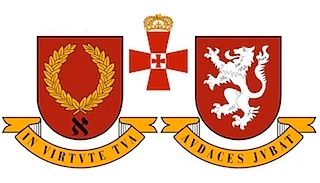
Segell de les I i IV Províncies del Règim Escocès Rectificat, corresponents a les antigues corones d'Aragó i Castella respectivament.

El Gran Priorat Rectificat d'Hispània és una obediència maçònica cristiana tradicional, el seu territori cobreix l'Estat espanyol. Treballa exclusivament en el Ritu Escocès Rectificat, sota el sistema de graus anomenat Règim Escocès Rectificat, segons l'herència espiritual transmesa pel Gran Priorat de les Gàlies. Tot i que accepta com a visitants a germans maçons d'altres ritus i obediències, per ser la seva doctrina explícitament cristiana i trinitària, només admet l'afiliació de membres que professin la religió cristiana, en qualsevol dels seus vessants trinitàries.

## Història
El Gran Priorat Rectificat d'Hispània neix el 16 d'octubre de 2010, com una escissió del Gran Priorat d'Hispània. Les diferències substancials en l'administració i manera d'entendre el que és el Ritu Escocès Rectificat i les seves fonts doctrinals, porten a un nombrós grup de germans a buscar la seva sortida i continuar el treball maçònic fora del Gran Priorat d'Hispània. Comença així a l'Estat espanyol un nou camí del ritu i règim rectificat, que significa de manera immediata l'acostament amb altres obediències que treballen aquest mateix ritu en el territori espanyol. El 2010 el Gran Priorat Rectificat d'Hispània comptava amb dos Justes i Perfectes Llotges, "Caballeros de la Rosa" Nº 1 a la ciutat de Madrid, i "Tau" Nº 2 a la ciutat de Barcelona. A més, formen part de l'obediència dos encomiendes ("San Isidro" a Madrid i "Mare de Déu de Montserrat" a Barcelona), així com amb la Prefectura de "San Juan Evangelista" a Madrid.